# بلو بری هیل (تگزاس)
بلو بری هیل (به انگلیسی: Blue Berry Hill) یک منطقهٔ مسکونی در ایالات متحده آمریکا است که در شهرستان بی، تگزاس واقع شده‌است. بلو بری هیل ۷٫۶ کیلومتر مربع مساحت و ۸۶۶ نفر جمعیت دارد و ۸۳ متر بالاتر از سطح دریا واقع شده‌است.